# دوغلاس هندرسون (سياسي)
دوغلاس هندرسون (بالإنجليزية: Douglas Henderson)‏ هو سياسي بريطاني، ولد في 16 يوليو 1935 في إدنبرة في المملكة المتحدة، وتوفي بنفس المكان في 15 سبتمبر 2006. حزبياً، نشط في الحزب القومي الاسكتلندي. في الانتخابات العامة في المملكة المتحدة فبراير 1974 ‏، انتخب عضو البرلمان السادس والأربعون للمملكة المتحدة عن دائرة East Aberdeenshire (UK Parliament constituency) ‏ خلال فترته النيابية ‏ (28 فبراير 1974 – 20 سبتمبر 1974) وفي الانتخابات العامة في المملكة المتحدة أكتوبر 1974 ‏، انتخب عضو البرلمان السابع والأربعون للمملكة المتحدة عن دائرة East Aberdeenshire (UK Parliament constituency) ‏ خلال فترته النيابية ‏ (10 أكتوبر 1974 – 7 أبريل 1979).